# Стрелка (городской посёлок)
Стре́лка — городской посёлок в Красноярском крае России. Входит в городской округ город Лесосибирск.
Название происходит от старорусского слова «Стрелка», места слияния двух рек.
На сегодняшний день в посёлке отсутствует администрация. По этой причине посёлок можно рассматривать как часть или район города Лесосибирска.

## География
Расположен у впадения реки Ангара в Енисей. В 76 км на юг от Енисейска.

## История

### Дореволюционный период
Основано поселение в 1637 году стрельцами Енисейского острога Бузиным и Падерой. Сначала называлось Стрелковское, позднее просто Стрелка. 
Стрелка длительное время играла важную роль в экономической жизни приенисейской Сибири. С появлением судоходства на Енисее и Ангаре она была перевалочным пунктом товаров с одной реки на другую.
Стрелковчане занимались землепашеством, промыслами и ремёслами, большое внимание среди прочих промыслов уделялось судостроению.
На протяжении XVIII века укрепляется положение Стрелки как в основном земледельческой и судостроительной деревни, являясь связующим звеном водяных магистралей Енисея и Ангары вплоть до Иркутска и Байкала на Лену и до берегов Тихого океана. 
На 1820 год в деревне Стреловка проживали люди в основном с фамилиями: Козулины, Девятловские, Маркеловы, Лопатины. В деревне Конновской (впоследствии ставшей частью посёлка Стрелка) – Конных, Девятловские (до сих пор в посёлке Стрелка проживают люди с такими фамилиями). Именно XIX век для Стрелки становится наиболее прогрессивным, ввиду развития золотопромышленности на ангарских приисках, открытых в 1838 году купцом Машаровым на реке Удерей, притоке Ангары. Золотопромышленность заметно повлияла на рост населения в самой деревне, как и в окрестных деревнях, что предоставляло возможность стрелковчанам выстроить свою церковь и открыть свой приход в 1880 году во имя Петра и Павла. В 1880-е годы в Стрелке проживало 171 душа мужского пола, 164 души женского пола, всего – 365 душ обоего пола. 
По состоянию на 1900 год кроме частного сектора в селе существовали общественные заведения. К ним относились церковь Петра и Павла, школа грамоты, хлебозапасный магазин – деревянный двухэтажный, четырёхстенный о двадцати четырёх закромах, крытый тёсом на два ската. Вместе с этим существовало помещение для сельского управления в шестистенном доме, два деревянных амбара – один восьмистенный, другой четырёхстенный – крытые тёсом на два ската, которые отдавались в аренду. 
К концу XIX века село Стреловка стала одним из крупнейших поселений, находящихся в окружении Енисейского района. 

### Советский период
В 1924 году Стрелка вошла в состав Каргинского сельского совета Маклаковской волости.
В 1930-е годы в Стрелке появилась первая радиоточка и телефонная связь с районным центром - Енисейском. Начинают работать метеостанция, пожарный, почтовый и фельдшерский пункты. В 1934 году организована Стрелковская рейдовая контора, которая вошла в состав Енисейской транспортно-сплавной конторы. В 1935 году открыта начальная школа.
В 1940 году Стрелка получила статус посёлка. В этом же году открылась семилетняя школа № 40, построен телятник на 50 голов.
В 1950-е годы построены аптека и сельская библиотека. В 1955 году открылась профсоюзная библиотека. Начинаются закладываться улицы Заводская, Комсомольская, Первомайская, Парковая, Гулика, Саенко, Школьная, Котовского, Спортивная, О. Кошевого, Мира, Гагарина.
Статус посёлка городского типа — с 1957 года.
В 1959 году открылась средняя школа № 48.
В 1960-е годы в посёлке налаживается телевидение, начал работу аэродром, открылась школа рабочей молодёжи. В 1960 году открылась переправа через Енисей маршрутом Стрелка — Широкий Лог. В 1963 году открылась семилетняя школа № 7. В 1964 году введён в эксплуатацию новый больничный комплекс, открылась музыкальная школа. В 1967 году создан поселковый пункт милиции.
В 1970-е годы посёлок был газифицирован. В 1971 году открылась детская библиотека. В 1979 году создалось подсобное хозяйство ЕН СПК. В 1987 году запущена подстанция ПС 51 «Стрелка» подключён к государственной энергосистеме (ЛЭП-35кВ) от подстанции ПС 41 находящаяся в Новоангарске. 
В 1990-е годы началось асфальтирование дорог посёлка, введение в эксплуатацию парома № 10 и № 4, создание пожарной части ПСЧ -102 ФГКУ. В 1993 году образовано АОО «Енисейская сплавная контора». В 1995 году организовано МУП «ПП ЖКХ № 5». В 1996 году закрылся ОРС.

### Современность
В настоящее время посёлок Стрелка представляет собой отдалённый и один из густонаселённых районов города Лесосибирска, с собственными предприятиями и  инфраструктурой.
В 2019 году был построен физкультурно-оздоровительный клуб по месту жительства «Ангара».
В 2020 году на заседании Совета по развитию местного самоуправления был одобрен комплексный проект развития Лесосибирска, в частности посёлка Стрелка. Основной целью станет проект модернизации и расширения Енисейской сплавной конторы — крупнейшего предприятия на территории посёлка. Результатом проекта станет создание 80 новых рабочих мест и увеличение объёма сплавной продукции на 45 %. Для улучшения местной инфраструктуры будут проведены капитальный ремонт объездной дороги и строительство нового дома культуры на 200 мест.

## Население
| 1959  | 1970  | 1979  | 1989  | 2002  | 2009  | 2010  | 2012  | 2013  |
| ----- | ----- | ----- | ----- | ----- | ----- | ----- | ----- | ----- |
| 6178  | ↗6776 | ↗7202 | ↘7167 | ↘5767 | ↘5354 | ↘5040 | ↘4988 | ↘4879 |
| 2014  | 2015  | 2016  | 2017  | 2018  | 2020  | 2021  |       |       |
| ↗4898 | ↘4886 | ↘4801 | ↘4792 | ↘4749 | ↘4651 | ↘4089 |       |       |

## Внутреннее деление
В посёлке 55 улиц (включая переулки). В 1990-е годы они были асфальтированы.
Центральная улица посёлка — Октябрьская.
Посёлок Стрелка негласно делится на несколько районов, которые были самостоятельными населёнными пунктами:
Старая Стрелка — основана в 1637 году казаками Бузиным и Подерой. Сначала носила название Стрелковское, затем просто Стрелка. Основные факторы выбора места для поселения – это высота места, плодородие почв, присутствие рек. Сейчас микрорайон состоит из частного сектора. Здесь располагаются несколько магазинов, метеостанция, Ангарское районное управление, сквер Борцов революции, храм Св. Петра и Павла. Центральная улица района — Борцов Революции.
Микрорайон — район состоит 19 деревянных двухэтажных домов постройки второй половины 1970 годов. Недалеко от района расположены магазины Микрорайон и Респект, Котельная Микрорайона, Стрелковская больница.
Коновщина — район находится на месте слияния проток Енисея, напротив квартала Микрорайон и состоит из частного сектора. Недалеко от района расположены котельная Микрорайона, водоочистные сооружения, лесопильные цеха, бывший аэродром, Стрелковский газовый участок, вертолётная площадка.
Из-за пожара, произошедшего в мае 2017 года, был уничтожен целый район, состоявший из одноэтажных двухквартирных домов. Огромное количество человек остались без крыши над головой. Недалеко от места происшествия для пострадавших начали строиться новые частные дома. В октябре 2017 года новый микрорайон с улицами Согласия, Единения, Примирения получил название «Восточный».

## Экономика
В посёлке Стрелка действовал второй по мощности и количеству производимой продукции шпалозавод — Стрелковский шпалозавод. В 1952 году был введён в эксплуатацию шпалоцех № 1, в 1955 году — шпалоцех № 2. Затем предприятие стало именоваться Стрелковская лесоперевалочная база. Завод поставлял свою продукцию не только для нужд СССР, но и в другие страны. В 1990-е годы завод прекратил своё существование.
В 1934 году была организована Енисейская сплавная контора с подчинением тресту «Севполярлес» в городе Енисейске. Были отправлены первые транзитные плотокараваны в Игарку. В 1953 году управление Енисейской сплавной конторы переведено из города Енисейска в посёлок Стрелка. На сегодняшний день Енисейская сплавная контора является градообразующим предприятием и обеспечивает рабочими местами значительную часть жителей посёлка.
В 1974 году на базе существовавшего эксплуатационного участка Енисейского пароходства было образовано Ангарское районное управление. В 2006 году в связи с изменением грузопотоков в районе Нижнего Приангарья и необходимостью создания единого транспортного центра в бассейне Среднего Енисея и Ангары, Ангарское РУ вошло в состав Подтёсовской РЭБ флота Енисейского пароходства.
Ремонтно-эксплуатационная база — база по ремонту, эксплуатации и зимнему отстою судов.
Такелажный цех — база по ремонту такелажа.
ОРС (отдел рабочего снабжения) Стрелковского шпалозавода — организация, осуществляющая строительство и обслуживание жилищно-коммунального фонда. Прекратил существование одновременно с ликвидацией головного предприятия в 1996 году.
Коммунальное предприятие МУП «ПП ЖКХ № 5»
Лесопильные и лесозаготовительные предприятия

## Образование
1 сентября 1985 года в Стрелке открылся Стрелковский филиал Подтёсовского  речного училища № 5 (располагался в двух учебных корпусах. Здания одноэтажные деревянные). В настоящее время не работает.
Среднее образование
В 1940 году в посёлке по улице Рейдовая открывается семилетняя школа № 40 (сейчас здание снесено)
В связи с тем, что посёлок занимает обширную территорию, в 1963 году было решено открыть в районе «старой Стрелки» восьмилетнюю школу № 7. Первым директором школы был назначен Феринский Вячеслав Иосифович. Школа располагалась в двухэтажном деревянном здании. Позднее была переименована в школу № 12. В 2008 году была закрыта, здание снесено.
В 1959 году в посёлке на базе средней школы Правобережья (п. Усть-Ангарск) и семилетней Стрелковской школы открылась средняя школа № 48. Здание находится на главной улице посёлка - Октябрьской. Это типовое двухэтажное здание на 280 учащихся. В школе девять классных комнат, физический кабинет, спортзал, библиотека, пионерская комната, ленинский музей. Директором школы был назначен Костылев Александр Филиппович. 7 декабря 1974 года в день сорокалетнего юбилея Красноярского края состоялось открытие новой школы. Школа расположилась в новом трёхэтажное кирпичном здании.
Дошкольное образование:
Детский сад № 25 «Берёзка» (открытый в 1938 году)
Детский сад № 26 (закрыт в 1997 году, здание снесено)
Детский сад Ангарского РУ (перестроен в жилой дом)
Детский сад № 50  (открытый в 1994 году)
2 февраля 2016 года состоялось торжественное открытие детского садика № 1 «Росток» на 190 мест. Он был построен по государственной программе Красноярского края «Развитие образование» за 94 млн рублей.

## Культура
Дома культуры
1 мая 1958 года начинает работу клуб «Сплавщик». За 57 лет своей деятельности клуб воспитал не одно поколение творческих коллективов, которые были известны не только в крае, но и за его пределами. Клуб «Сплавщик» являлся лидером среди сельских клубов Енисейского района. На базе клуба существовали: вокально-инструментальный ансамбль «Стологмиты», культмассовый сектор для детей, драматические и танцевальные кружки, кукольный театр. В 1993 году был создан фольклорный коллектив «Дарина», который более десяти лет радовал жителей посёлков и городов своим самобытным репертуаром. В 1999 году коллектив получил звание народный. Клуб являлся главным очагом культуры посёлка, где можно было посмотреть кинофильмы, посетить библиотеку, посмотреть выставку.
В посёлке действовал дом культуры «Речник». В 1993 году клуб закрылся, в его здании расположилась церковь.
С 1992 года действует Дом детского творчества.
Сейчас из культурных учреждений в посёлке работает Стрелковский дом культуры. В доме культуры выступают многие поселковые коллективы (ансамбли, хоры и другие), производится показ кино.
Библиотеки
1 января 1955 года в Стрелке открыта профсоюзная библиотека Енисейской сплавной конторы. В апреле 1958 года библиотека была переведена в клуб «Сплавщик».
В 1971 году была открыта детская библиотека.
Памятники
23 октября 1957 года на собранные по подписному листу деньги населением Стрелки на братской могиле участников Енисейско-Маклаковского восстания установлен обелиск.
12 июня 2015 года состоялось торжественное открытие отреставрированного памятника участникам Енисейско-Маклаковского Восстания 1919 года.
29 июля 2016 года на берегу Енисея открыли памятник первопроходцам лесосплава Енисейской сплавной конторы.
В 2004 году на улице Октябрьской была установлена стела, посвящённая 70-летию Енисейской сплавной конторы
- Памятник В. И. Ленину.
- Памятник «Скорбящая мать».
- Памятник погибшим стрелковчанам в ВОВ.

## Транспорт
Ближайшая железнодорожная станция Абалаково — в 36 км к западу.
В посёлок Стрелка можно попасть на пароме летом через реку Енисей и зимой по зимнику (ледовая переправа через реку Енисей), а также через город Канск по зимней дороге через реку Тасей. С востока в Стрелку приходит краевая автодорога 04К-045 «Мотыгино — Широкий Лог».
С 1960 года в посёлке начинает функционировать аэродром. В этом же году осуществлён рейс Енисейск — Стрелка самолётом Ан-2. В 1990-е годы аэродром перестал функционировать, на его территории находится Стрелковский газовый участок и вертолётная площадка.
Сравнительно недавно в Стрелке начала функционировать система маршрутного автобуса, обслуживаемая компанией «Автобусное Содружество». Автобусная система маршрутов была создана с целью связать между собой районы посёлка. Маршрут № 14 создан с целью связать между собой район Старая Стрелка, Микрорайон и Центр с Восточным микрорайоном (где находится детский сад «Росток»), следующий по маршруту: Храм — Магазин «Спутник» — ул. Борцов Революции — ул. Новая — Микрарайон — ул. Громовой — Мост — Универмаг — Библиотека — Школа № 8 — ул. Садовая — ул. Еланская — ул. Заводская — ул. Проточная — Детский сад.
Маршрут № 15 (школьный) создан с целью связать район Старая Стрелка со Школой № 8, следующий 6 дней в неделю (пн, вт, ср, чт, пт, сб) по маршруту: ул. Борцов Революции — ул. Новая — Микрорайон — ул. Громовой — Мост — Универмаг — Библиотека — ул. Садовая — ул. Еланская — ул. Заводская — Школа № 8.
Действуют маршрутные такси.